# Orange (Texas)
Orange é uma cidade localizada no estado norte-americano do Texas, no Condado de Orange.

## Demografia
Segundo o censo norte-americano de 2000, a sua população era de 18.643 habitantes.
Em 2006, foi estimada uma população de 17.891, um decréscimo de 752 (-4.0%).

## Geografia
De acordo com o United States Census Bureau tem uma área de
53,8 km², dos quais 52,0 km² cobertos por terra e 1,8 km² cobertos por água. Orange localiza-se a aproximadamente 152 m acima do nível do mar.

## Localidades na vizinhança
O diagrama seguinte representa as localidades num raio de 20 km ao redor de Orange.